# トレイシー・グリフィス
トレイシー・グリフィス（Tracy Griffith、1965年10月19日 - ）は、アメリカ合衆国の女優。

## 出演作品
- マーダー・イン・ザ・ミラー／夫の素顔
- スティンガー
- シールズ／栄光の戦士たち
- ペンタグラム/悪魔の烙印（テス・シートン）
- Sleepaway Camp III: Teenage Wasteland
- ファーストフード